# Nekane
Nekane (del vasco neke, "pena, dolor") es la forma vasca del nombre de pila Dolores, siendo relativo a uno de los siete dolores de la Virgen María, el de Viernes de Dolores. Se trata de un nombre relativamente reciente, que se viene utilizando desde los años 1990.